# Chémoinformatique
La chémoinformatique (anglicisme) ou chimio-informatique, est le domaine de la science qui consiste en l'application de l'informatique aux problèmes relatifs à la chimie. Elle a pour objectif de fournir des outils et des méthodes pour l'analyse et le traitement des données issues des différents domaines de la chimie. 
Elle est notamment utilisée en pharmacologie pour la découverte de nouvelles molécules actives et la prédiction de propriétés à partir de structures moléculaires.
Certaines applications de la chémoinformatique reposent sur les équations de la physique quantique. Elles permettent ainsi de modéliser les conformations des molécules.

## La déclaration d'Obernai
La chémoinformatique a été clairement définie lors de la manifestation scientifique Workshop Chemoinformatics in Europe: Research and Teaching (29 mai - 1er juin 2006 à Obernai, France) :
« Chemoinformatics is a scientific discipline that has evolved in the last 40 years at the interface between chemistry and computer science. It has been realized that in many areas of chemistry, the huge amount of data and information produced by chemical research can only be processed and analyzed by computer methods. Furthermore, many of the problems faced in chemistry are so complex that novel approaches utilising solutions that are based on informatics methods are needed. Thus, methods were developed for building databases on chemical compounds and reactions, for the prediction of physical, chemical and biological properties of compounds and materials, for drug design, for structure elucidation, for the prediction of chemical reactions and for the design of organic syntheses. Research and development in chemoinformatics is essential - For increasing our understanding of chemical phenomena - For industry to remain competitive in a global economy Chemoinformatics methods can be applied in any field of chemistry, from analytical chemistry to organic chemistry. It is of particular importance in drug design and development. »[réf. nécessaire]

## Exemples d'application
Les applications de la chémoinformatique sont nombreuses :
- gestion de bases de données de molécules et de réactions ;
- prédiction de propriétés physiques, chimiques ou biologiques ;
- aide pour la conception de nouveaux médicaments ;
- résolution de structures moléculaires ;
- prédiction de réactions chimiques ;
- conception de protocoles de synthèse chimique.